# Liste der deutschen Botschafter in Australien
Die Liste der deutschen Botschafter in Australien enthält die Botschafter der Bundesrepublik Deutschland in Australien.
Die deutsche Botschaft in Australien befand sich von 1952 bis 1958 in Sydney. Danach zog sie nach Yarralumla, einen Stadtteil von Canberra. Sie besitzt ebenfalls Zuständigkeit für Nauru, Papua-Neuguinea, Salomonen und Vanuatu. Vor 1952 bestand zeitweilig ein Generalkonsulat des Deutschen Reiches in Sydney, später in Melbourne. Es war auch für Ozeanien zuständig.

## Botschafter des Norddeutschen Bundes bzw. des Deutschen Reiches bis 1914
Vor 1879 unterhielt Deutschland nur konsularische Beziehungen zu Australien.
| Name                                  | Amtszeit  |
| ------------------------------------- | --------- |
| Friedrich Richard Krauel              | 1879–1884 |
| Gustav Thomas Travers                 | 1885–1887 |
| Alfred Leopold Robert Moritz Pelldram | 1888–1896 |
| Peter Franz Kempermann                | 1897–1900 |
| Paul Friedrich Christian von Buri     | 1901–1906 |
| Georg Irmer                           | 1907–1911 |
| Richard Paul Kiliani                  | 1911–1914 |

## Botschafter der Bundesrepublik Deutschland
| Name                       | Amtszeit  |
| -------------------------- | --------- |
| Walther Hess               | 1952–1958 |
| Hans Mühlenfeld            | 1958–1962 |
| Joachim Friedrich Ritter   | 1963–1968 |
| Hans Schirmer              | 1968–1970 |
| Heinz Voigt                | 1970–1974 |
| Horst Blomeyer-Bartenstein | 1975–1980 |
| Wilhelm Fabricius          | 1980–1985 |
| Hans Schauer               | 1985–1991 |
| Franz Keil                 | 1991–1994 |
| Klaus Zeller               | 1994–1998 |
| Horst Bächmann             | 1998–2002 |
| Klaus-Peter Klaiber        | 2002–2005 |
| Martin Lutz                | 2005–2008 |
| Michael Witter             | 2008–2011 |
| Christoph Müller           | 2011–2016 |
| Anna Elisabeth Prinz       | 2016–2019 |
| Thomas Fitschen            | 2019–2022 |
| Markus Ederer              | 2022–2023 |
| Beate Grzeski              | seit 2023 |